# Le Paname de mes dix ans
Albums de Daniel Guichard
La Tendresse
(1973)
Le Paname de mes dix ans est le premier album de Daniel Guichard, sorti en 1969. 

## Liste des titres
| 1.  | C’est parc’que j'suis né à Panam’  |  |
| 2.  | Les gavroches, les poulbots        |  |
| 3.  | Dans la rue                        |  |
| 4.  | Si j’étais un poète                |  |
| 5.  | Où c’est qu’il est barré Gavroche? |  |
| 6.  | Dans la rue Aristide Bruant        |  |
| 7.  | Quand on se promène                |  |
| 8.  | Dis-moi la pluie                   |  |
| 9.  | À la Bastoche                      |  |
| 10. | Viens, je t’emmène à Venise        |  |
| 11. | Totoche                            |  |
| 12. | Le Panam’de mes dix ans            |  |